# Eumicrotremus fedorovi
Eumicrotremus fedorovi är en fiskart som beskrevs av Mandrytsa, 1991. Eumicrotremus fedorovi ingår i släktet Eumicrotremus och familjen sjuryggsfiskar. Inga underarter finns listade i Catalogue of Life.